# Accra Metropolitan District
Der Distrikt Accra Metropolitan District ist einer von 29 Distrikten der Greater Accra Region in Ghana. Er hat eine Größe von 23,29 km² und 284.124 Einwohner (2021). Der Distrikt enthielt ursprünglich den größten Teil der Metropolregion Accra, mit der Zeit wurde der Distrikt aber deutlich verkleinert und neue Distrikte wurden aus der Fläche des alten Accra Metropolitan District geschaffen.

## Einwohnerentwicklung
Die folgende Übersicht zeigt die Einwohnerzahlen nach dem Gebietsstand von 2021.
| Jahr | Einwohner |
| ---- | --------- |
| 2010 | 440.946   |
| 2021 | 284.124   |